# Typhlocharis quadridentata
Typhlocharis quadridentata é uma espécie de insetos coleópteros pertencente à família Carabidae.
A autoridade científica da espécie é Coiffait, tendo sido descrita no ano de 1969.
Trata-se de uma espécie presente no território português.